# Henry Azan
Pour les articles homonymes, voir Azan (homonymie).
Jean-Baptiste Aimé Henry Azan, né le 5 janvier 1829 à Paris et mort le 16 février 1878 à Bordeaux, est un officier de marine et explorateur français.

## Biographie
Azan entre dans la marine en 1853 comme sous-lieutenant et devient lieutenant dès 1854. Promu capitaine d'infanterie de marine en 1859, il explore de 1859 à 1861 le Oualo.
Fait chevalier de la Légion d'honneur (21 décembre 1859), il tente en 1861 de lancer la culture du coton au Sénégal. En 1863, il est attaché au bataillon des Tirailleurs sénégalais et devient chef de bataillon en 1867.
En 1869, il est attaché à l’École d'apprentis fusiliers à Lorient et est fait officier de la Légion d'honneur le 10 juin 1871.
Lieutenant-colonel, il commande le 2e Régiment de marche de l'armée de Paris en 1871. Promu colonel en 1876, il meurt à Bordeaux en 1878.
Jules Verne, vraisemblablement, selon le contexte du récit, le mentionne sous le nom erroné de « Khazan » dans le chapitre XII de son roman Robur-le-Conquérant.

## Publication
- Notice sur le Oualo (1863), repris in Revue maritime et coloniale, volume 9, Paris, Challamel Ainé, 1963, p. 607-655